# HC Fribourg-Gottéron

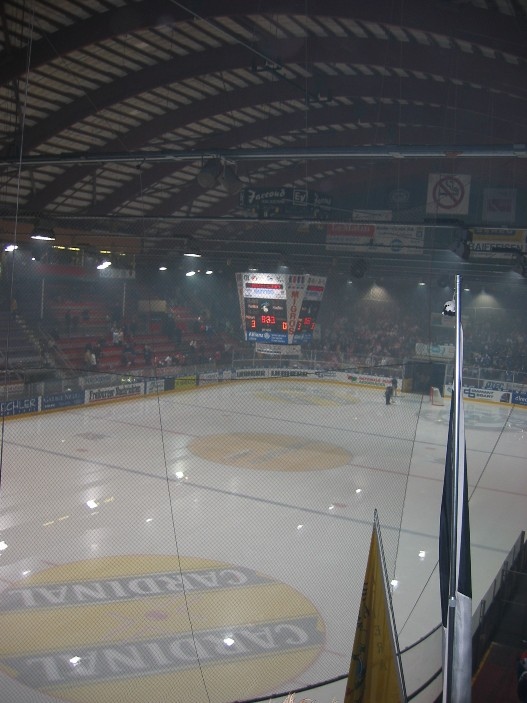

Fribourg-Gottéron is een ijshockeyclub uit het Zwitserse Fribourg, dat speelt in de nationaalliga A van de Zwitserse ijshockey-competitie. De toevoeging Gottéron in de naam verwijst naar een zijrivier Gottéron, die uitstroomt in de Sarine in het oude stadgedeelte van Fribourg (Au-kwartier), waar vroeger de ijsbaan (Patinoire St-Augustin) van de club lag. Tegenwoordig speelt de club in de Patinoire St-Léonard (7433 toeschouwers). De teamkleuren zijn zwart-wit (naar de vlag van het kanton Fribourg) en de maskotte is de draak.

## Geschiedenis
De club werd in 1937 door zes jongeren uit het oude stadsgedeelte van Fribourg opgericht.
Op 4 maart 1980 bereikt de club promotie naar de Nationaalliga A door Zürich met 6-0 te verslaan. Kort na deze promotie, in 1982, werd er een nieuwe ijsbaan gebouwd. Sindsdien spelen ze in de ijsbaan van Saint-Léonard voor een publiek van maximaal 7433 toeschouwers. In 1983 bereikte de club de tweede plaats. Op 4 juli 1990 kondigt de club de komst van de twee wereldsterren van het hockey van dat moment aan: het Russische duo Slava Bykov en Andrej Khomutov. De komst van deze twee sterren betekende onmiddellijk ook de beste jaren voor de club. In 1992 werd de finale van de play-offs bereikt, hierin moest de club het opnemen tegen SC Bern. De club verloor de finale.
In 1993 eindigt Fribourg-Gottéron op een tweede plaats in de algemene competitie, in de play-offs nemen ze het in de kwartfinale en halve finale op tegen ZSC Lions en tegen Ambri-Piotta. In de finale stuiten ze op de Kloten Flyers, de derde vice-titel is een feit. Voor de tweede opeenvolgende keer moet de club het in de finale opnemen tegen de Kloten Flyers, waarbij HC Fribourg-Gottéron weer verloor.
In de daaropvolgende seizoenen weet de club zich zonder grote problemen te handhaven in de Nationaalliga A. In het seizoen 2005/2006 werd de club 9e in de competitie, zodat het net buiten de groep viel die de play-offs speelden. Uiteindelijk zette Gottéron zich door tegen EHC Biel in de play-out. In het seizoen 2006/2007 werden ze 10e in de competitie, echter in de play-out stelden ze het klassebehoud zeker.
In 2007/2008 werd er echter voor het eerst sinds het seizoen 2003/2004 een plaats in de top 8 (play-off) bereikt van de reguliere competitie. Op deze manier moesten ze zich niet meer via de play-out van een plaats in de nationalliga A verzekeren, maar bleven ze in de running om de titel. In de kwartfinales verraste de ploeg heel Zwitserland door torenhoog favoriet SC Bern uit te schakelen. In de halve finales moesten ze echter hun meerdere erkennen in HC Genève Servette, dat in de finale verloor van de ZSC Lions.

## Palmares
5 vice-titels:
1983, 1992, 1993, 1994, 2013
Spengler Cup:
- Winnaar: 2024

## Enkele Ex-spelers
Slava Bykov,
Andreï Khomutov,
David Aebischer,
Jukka Hentunen,
René Fasel,
Jean-Francois Sauvé,
Mario Rottaris,
Christian Hofstetter,
Pascal Schaller,
Patrice Brasey,
Thomas Rhodin,
Richard Lintner,
Albert et Joseph Jelk,
Jean Mulhauser,
Walter Schieferdecker,
Jean-Jacques Brohy,
Alphonse Zahno,
Eugène Jaeger,
Gérald Rigolet,
Jean-Charles Rotzetter,
Hubert Audriaz,
Mark Streit,
Thomas Oestlund,
Jean-Yves Roy,
Goran Bezina,
Jean Gagnon,
Jean Lussier,
Jackobe Ludi,
Jean-Luc Rode,
Robert Meuwly,
Dino Stecher,
Rudolf Raemy